# Moritz Bormann
Moritz Bormann (* 13. Januar 1939 in Hameln) ist ein deutscher Bildhauer.

## Leben und Werk
Seine Mutter war die Friedensaktivistin Eva Bormann. Moritz Bormann absolvierte eine Lehre zum Gold- und Silberschmied bei Carl van Dornick. Danach studierte er Skulptur an der Werkkunstschule Hannover bei Helmut Rogge und Bildhauerei an der SHFBK in Braunschweig bei Emil Cimiotti. 1969 bis 1971 sanierte Bormann ein ursprünglich mittelalterliches Mühlengebäude im Stadtzentrum von Hildesheim und gründete dort das Atelierhaus Bischofsmühle mit Studiobühne und Jazzclub im Kellergeschoss. Im Umfeld des Gebäudes errichtete er im Laufe der Jahre einen öffentlich zugänglichen Skulpturenpark mit eigenen Werken und Arbeiten befreundeter Bildhauer. 1971 gründete Moritz Bormann mit Otto Almstadt die Künstlergruppe Kontakt-Kunst (ab 1974 auch mit Hans-Werner Kalkmann) und setzte mit ihr in 30 Kontakt-Kunst-Aktionen Impulse für die Kunst im Öffentlichen Raum in Deutschland und Europa. 1974 erhielt Bormann den Staatspreis für das gestaltende Handwerk des Landes Niedersachsen. 1980 entstand das mobile Containermuseum „ANNA“, welches seither an verschiedenen Orten in Deutschland ausgestellt war. Von 1983 bis 1985 lehrte Moritz Bormann im Auftrag der Handwerkskammer Hannover im Modellversuch „Das plastische Produkt“, von 1984 bis 1986 Steinbildhauerei an der Hochschule Hannover, und 1996 bis 1998 an der HAWK Hochschule für angewandte Wissenschaft und Kunst Hildesheim/Holzminden/Göttingen. 1985 wirkte Bormann gemeinsam mit Karl Huber am Neuausbau der Klosterkirche in Schönbrunn bei Dachau mit. 1993 realisierte Bormann mit 11 deutschen spanischen und russischen Bildhauern seinen Entwurf „Skulpturenbukett“ zum Thema Völkerverständigung. 1994 stattete Bormann mit seinen „Skulpturen des Alltags“ die Lounge der BAB Raststätte Helmstedt-Süd aus.
2009 musste Moritz Bormann sein Atelier in der Bischofsmühle nach einem Eigentümerwechsel aufgeben. In unmittelbarer Nähe des Gebäudes und des Skulpturenparks entstand daraufhin der Kunstcontainer als alternativer Präsentations- und Werkraum in Hildesheim. Sein Atelier hat Bormann heute in Garbolzum. In den letzten Jahren arbeitete Bormann in Kooperation mit dem Arbeit und Dritte Welt e. V. mehrfach mit Langzeitarbeitslosen zusammen. Im Zentrum seiner bildhauerischen Arbeit stehen das dialogische Prinzip, ein dezidiert gesellschaftlich orientiertes Kunstverständnis und die handwerklich fundierte Erprobung neuer Gestaltungstechniken.
2018 wurde Moritz Bormann mit seinem Werk in das Internetportal Künstlerdatenbank und Nachlassarchiv Niedersachsen aufgenommen.
Er lebt und arbeitet in Hildesheim sowie Schellerten/Garbolzum.